# حوض شعاب مرجانية

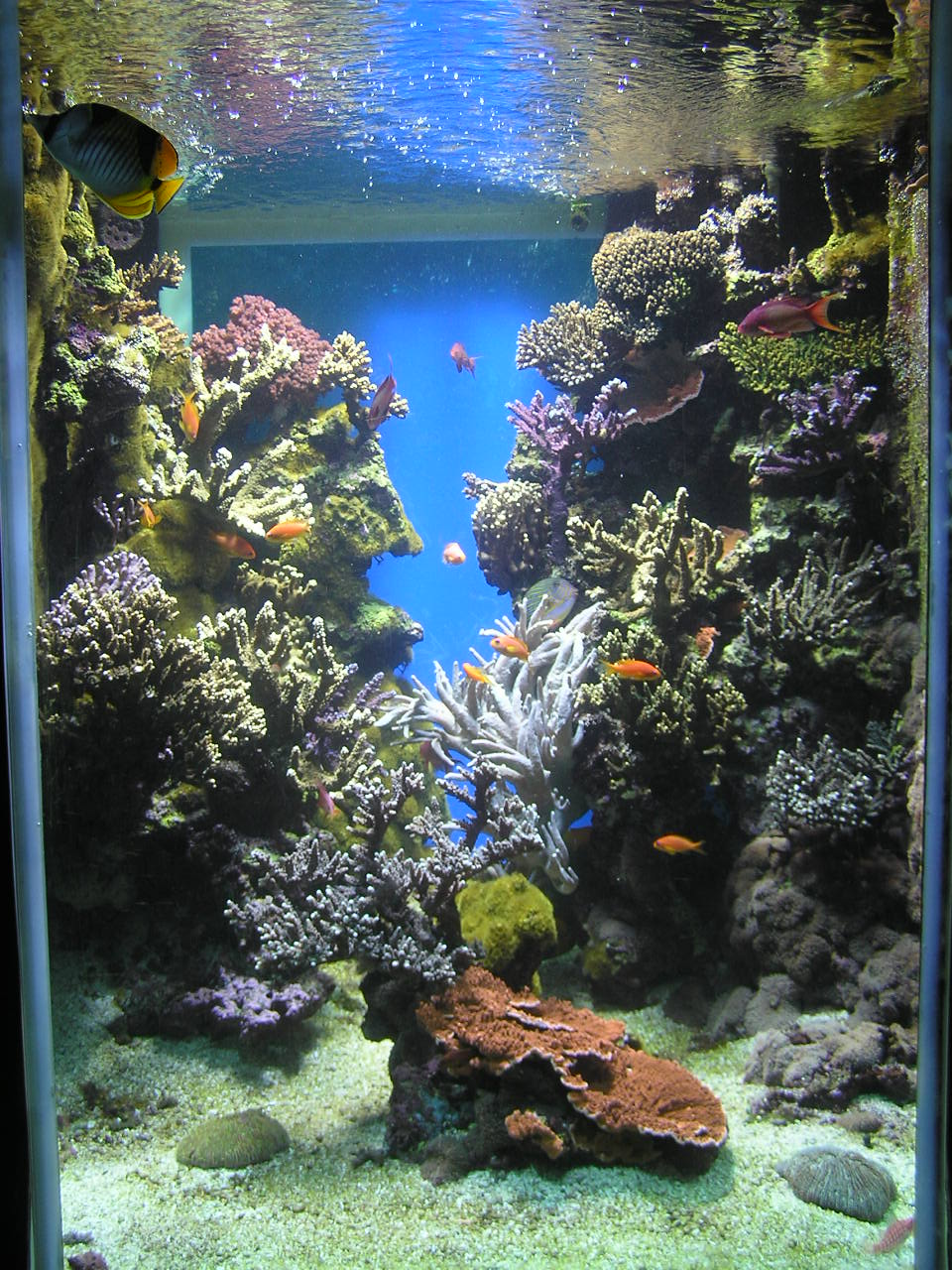
حوض شعاب مرجانية

حوض الشعاب المرجانية عبارة عن حوض سمك بحري يظهر بشكل دائم المرجان وحيوانات بحرية لافقارية أخرى، بالإضافة إلى الأسماك بحيث يبدو للناظر كأنها بيئة شعاب مرجانية.
يتطلب حوض الشعاب المرجانية إضاءة شديدة، وتحريك مستمر للمياه، مع ضرورة مراقبة كيمياء الماء بحيث تكون مستقرة وغير ملوثة، مع ضرورة اختيار تناسب وتلائم الأنواع البحرية مع بعضها البعض.

## اقرأ أيضاً
- حوض سمك
- تربية الأسماك